# Kırşehir (province)
Pour l’article homonyme, voir Kırşehir.
La province de Kırşehir est une des 81 provinces (en turc : il, au singulier, et iller au pluriel) de la Turquie.
Sa préfecture (en turc : valiliği) se trouve dans la ville éponyme de Kırşehir.

## Géographie
La superficie de la province de Kırşehir est de 6 570 km2.

## Population
Au recensement de 2000, la province était peuplée d'environ 253 239 habitants, soit une densité de population d'environ 38 hab./km2.
| 2000    | 2001    | 2002    | 2003    | 2004    | 2005    | 2006    | 2007    | 2008    |
| ------- | ------- | ------- | ------- | ------- | ------- | ------- | ------- | ------- |
| 221 473 | 222 028 | 222 267 | 222 403 | 222 596 | 222 824 | 223 050 | 223 170 | 222 735 |

| 2009    | 2010    | 2011    | 2012    | 2013    | 2014    | 2015    | 2016    | 2017    |
| ------- | ------- | ------- | ------- | ------- | ------- | ------- | ------- | ------- |
| 223 102 | 221 876 | 221 015 | 221 209 | 223 498 | 222 707 | 225 562 | 229 975 | 234 529 |

| 2018    | 2019    | 2020    | 2021    | 2022    | 2023    | - | - | - |
| ------- | ------- | ------- | ------- | ------- | ------- | - | - | - |
| 241 868 | 242 938 | 243 042 | 242 944 | 244 519 | 247 179 | - | - | - |

## Administration
La province est administrée par un préfet (en turc : vali)

## Subdivisions
La province est divisée en sept districts (en turc : ilçe, au singulier).